# Igor Ivanov (cầu thủ bóng đá)
Igor Vyacheslavovich Ivanov (tiếng Nga: Игорь Вячеславович Иванов; sinh ngày 2 tháng 9 năm 2001) là một cầu thủ bóng đá người Nga thi đấu cho FC Kuban-2 Krasnodar.

## Sự nghiệp câu lạc bộ
Anh có màn ra mắt tại Giải bóng đá chuyên nghiệp quốc gia Nga cho FC Kuban-2 Krasnodar vào ngày 17 tháng 3 năm 2018 trong trận đấu với F.K. Anzhi-2 Makhachkala.